# 유럽 대평원

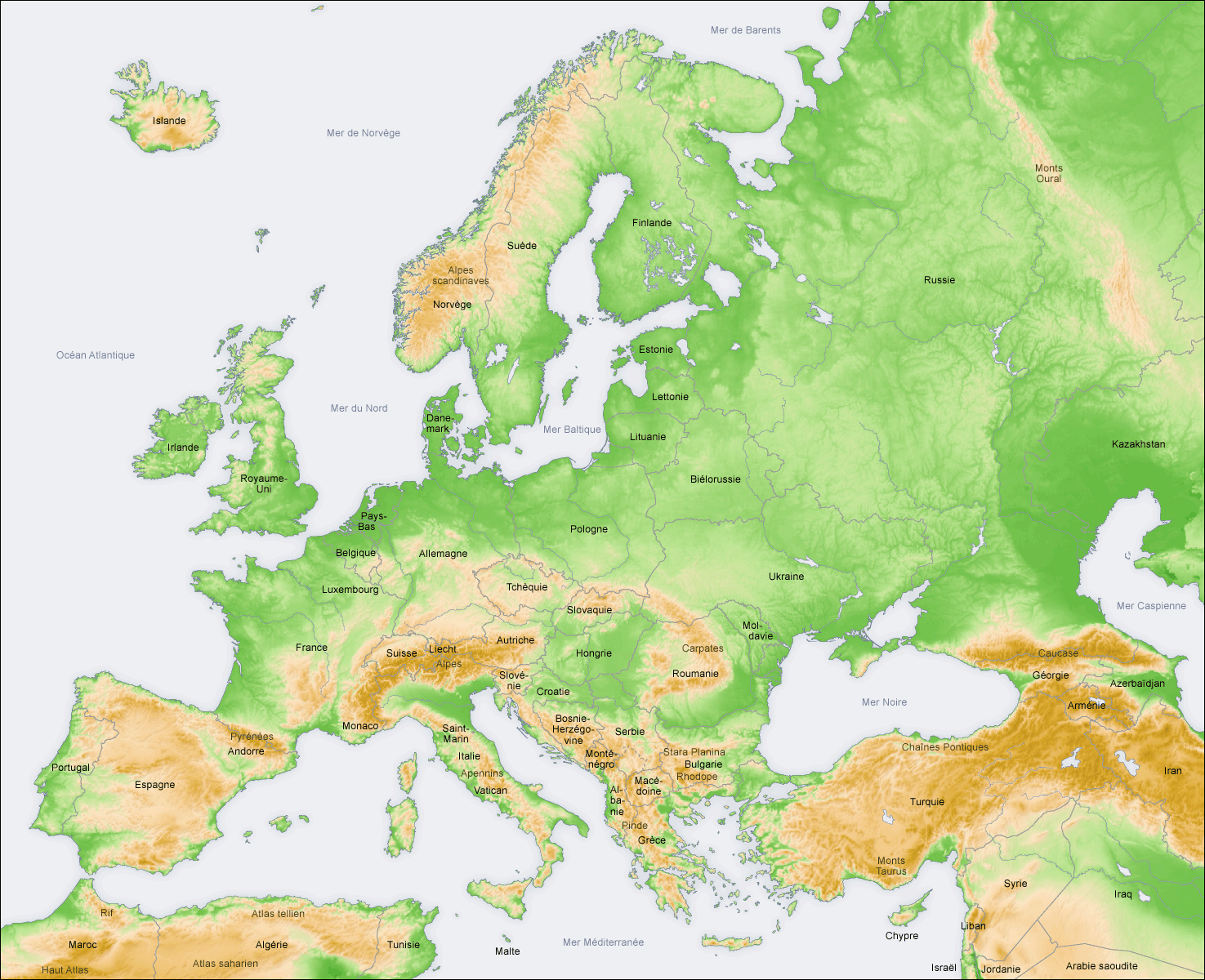
유럽의 넓은 부분을 차지하고 있는 유럽 대평원.

유럽 대평원이란 프랑스의 남부에 위치한 피레네산맥과 대서양 지역으로부터 우랄산맥까지 펼쳐진 넓은 평원을 의미한다. 위치에 따라 북유럽 평원, 동유럽 평원, 남유럽 평원, 서유럽 평원 등으로 나뉜다.
유럽 대륙의 주요한 하천들 중 많은 수가 유럽 대평원을 가로질러 흐른다. 대표적으로 라인강, 루아르강, 볼가강, 돈강 등이 있다.

## 같이 보기
- 유럽의 지리